# Volčje (gmina Brežice)
Volčje – wieś w Słowenii, w gminie Brežice. W 2018 roku liczyła 94 mieszkańców.